# Oro - La città perduta
Oro - La città perduta (Oro)  è un film spagnolo del 2017 diretto da Agustín Díaz Yanes, basato su una storia breve scritta da Arturo Pérez-Reverte e interpretato da José Coronado, Raúl Arévalo, Bárbara Lennie, Óscar Jaenada,  Juan José Ballesta, Amaruk Kayshapanta e Antonio Dechent.

## Trama
Una spedizione di quaranta uomini e donne comandata dal vecchio Don Gonzalo, accompagnato dalla bella e giovane moglie Dona Ana, e il mercenario senza scrupoli Gorriamendi, parte da Puerto Cristo nel XVI secolo per volere di Carlo V alla ricerca di Tezutlàn , una città oltre il Rio Grande di Panamà, ritenuta l'El Dorado; attraversano quindi la pericolosissima jungla di Panamà per 62 giorni, tra alligatori serpenti e sabbie mobili, combattendo contro i Caribe ed i nativi di quelle terre,  uccidendosi l'un l'altro accecati dalla bramosia per l'oro, eliminando per primo Don Gonzalo colpevole di troppa severità e di aver giustiziato alcuni soldati per futili motivi; rimasta sola Donna Ana viene violentata da Gorriamendi mentre si concede più volentieri a Martin Dàvila, ed i due avventurieri già ai ferri corti sin dall'inizio, meditano di eliminare il proprio rivale; la spedizione viene pure braccata da un'altra squadra di soldati comandata da Medrano, inviata dal nuovo governatore con il compito di giustiziare Don Gonzalo e prendere tutti i suoi uomini, finché giungono allo scontro in cui tra i molti morti di entrambe le fazioni, riescono ad uccidere il capo Don Juan Medrano, divenendo così una spedizione clandestina e fuorilegge; tra gli scontri, dove muore Dona Ana, e regolamenti di conti, dove muore Gorriamendi, alla fine del viaggio restano vivi soli due personaggi, il soldato Barbate e Martin Dàvila, che proseguono fino a raggiungere le sponde del Pacifico, un oceano allora sconosciuto, e realizzano che la favolosa città dai tetti d'oro è in realtà un paesino di pescatori dove le case sono ricoperte da un fango di colore giallo che risplende sotto il sole dando l'illusione del prezioso metallo; tutte le loro avventure, i loro sforzi e tutte le uccisioni, alla fine sono state inutili; le ricchezze ed i sogni sono ormai  perduti, e a Dàvila  non resta altro che prendere possesso simbolicamente  dell'oceano in nome dell'imperatore.

## Produzione
Con un budget di circa otto milioni di euro, le riprese sono iniziate a marzo 2016. Gli esterni sono stati girati nella giungla di Panama, in Andalusia, a Chamorga (Tenerife) e Madrid.

## Distribuzione
In Italia, il film è stato distribuito direttamente in DVD, nell'aprile 2019.